# كوبا سود أمريكانا 2016
كأس سود أمريكانا2016 هو النسخة الخامسة عشر من بطولة كوبا سود أمريكانا
يعد الكأس ثاني أهم بطولة للأندية بعد كأس ليبرتادوريس (كأس المحررين)، ويمكن مساواة مستوى البطولة بكأس الاتحاد الأوروبي بالنسبة لأندية أوروبا. تسمى البطولة الآن بكوبا نيسان سود أمريكانا. يعد نادي بوكا جونيورز الأرجنتيني أكثر الفائزين بالبطولة (مرتان).

## الموسم

### دور الـ 16
| فريق 1                 | مجموع       | فريق 2              | المباراة الأولى | المباراة الثانية |
| ---------------------- | ----------- | ------------------- | --------------- | ---------------- |
| Independiente Medellín | 3–3 (a)     | سانتا كروز          | 2–0             | 1–3              |
| سان لورينزو            | 4–1         | Deportivo La Guaira | 2–1             | 2–0              |
| Independiente          | 0–0 (4–5 p) | Chapecoense         | 0–0             | 0–0              |
| Sol de América         | 1–3         | Atlético Nacional   | 1–1             | 0–2              |
| Coritiba               | 3–3 (4–3 p) | Belgrano            | 1–2             | 2–1              |
| Montevideo Wanderers   | 0–0 (3–4 p) | Junior              | 0–0             | 0–0              |
| Palestino              | 2–2 (a)     | فلامنغو             | 0–1             | 2–1              |
| سانتا في               | 3–4         | Cerro Porteño       | 2–0             | 1–4              |